# 英皇書院同學會小學
英皇書院同學會小學（英語：King's College Old Boys' Association Primary School），簡稱KCOBAPS，或按中文簡稱英小，位於香港上環必列者士街，是一所全日制資助男女小學，隸屬港島區的11小學校網。該校的辦學團體為英皇書院同學會，英皇書院同學會小學第二校為其姊妹學校。

## 校政管理

### 現屆法團校董會成員
- 李傑之（辦學團體校董，30/09/2008 - 31/08/2023）
- 林仲岷（辦學團體校董，16/12/2015 - 31/08/2023）
- 鄧兆堂（辦學團體校董，01/09/2020 - 31/08/2023）
- 陳焯標（辦學團體校董，04/09/2019 - 31/08/2025）
- 吳浩雲（辦學團體校董，23/01/2018 - 31/08/2023）
- 林國榮（辦學團體校董，01/09/2020 - 31/08/2023）
- 彭澤強（替代辦學團體校董，19/06/2018 - 31/08/2023）
- 鄭文標（獨立校董，09/2022 - 31/08/2024）
- 林盼（校友校董，17/01/2020 - 31/08/2023）
- 郭貝貝（家長校董，01/09/2019 - 31/08/2023）
- 林珮怡（替代家長校董，01/09/2019 - 31/08/2023）
- 屈嘉曼（校長當然校董，7/10/2022 - ）
- 鄭愛遠（教員校董，28/10/2022 - 31/08/2023）
- 麥凱儀（替代教員校董，01/09/2021 - 31/08/2023）

### 歷任校監
- 孫翼民 先生[1]
- 關禮雄 先生[2]
- 李傑之 先生

### 歷任校長
- 李榮根 先生[2]
- 陳象魏 先生
- 陳淑英 女士

## 歷史

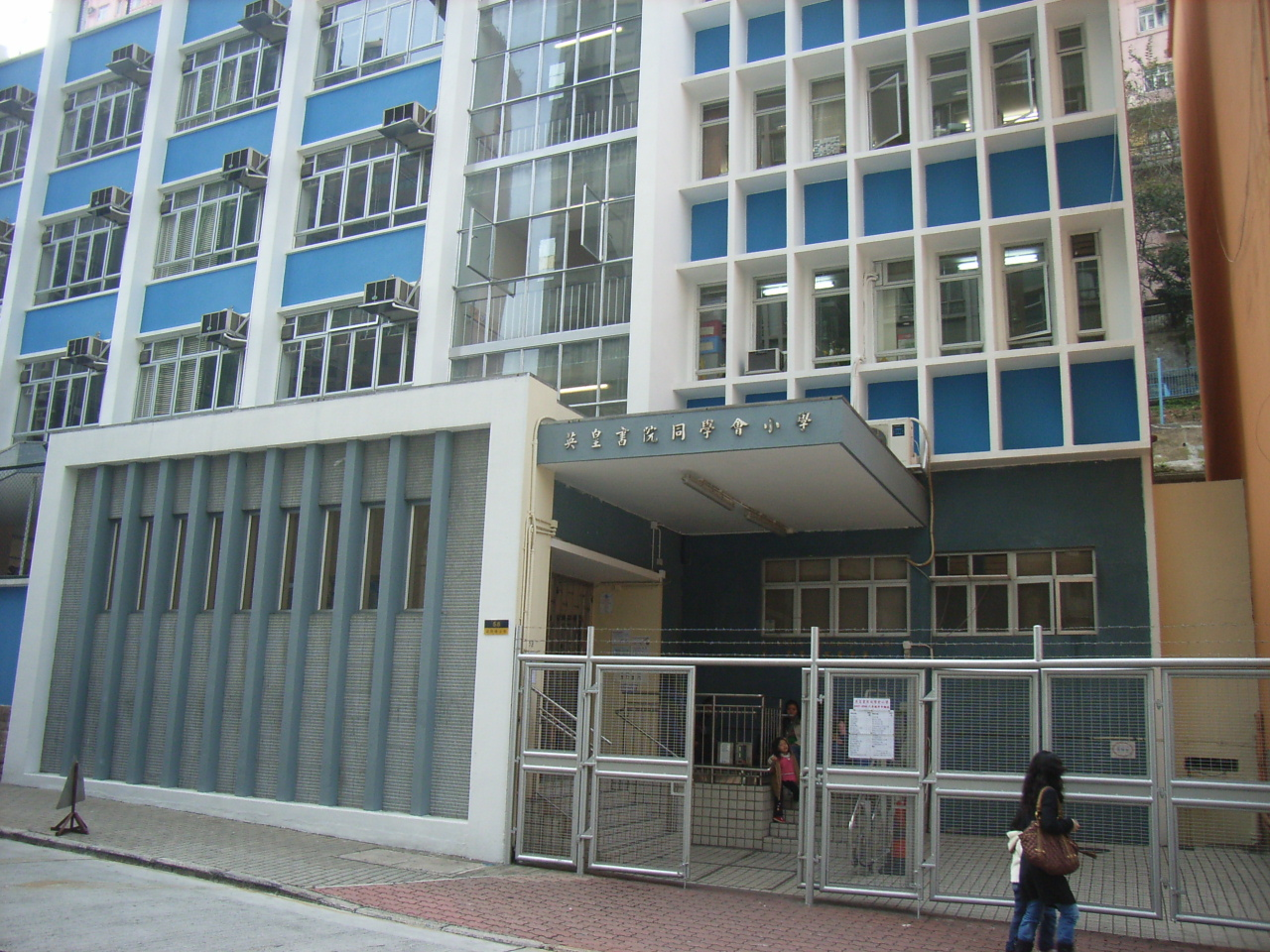
英皇書院同學會小學的正門。

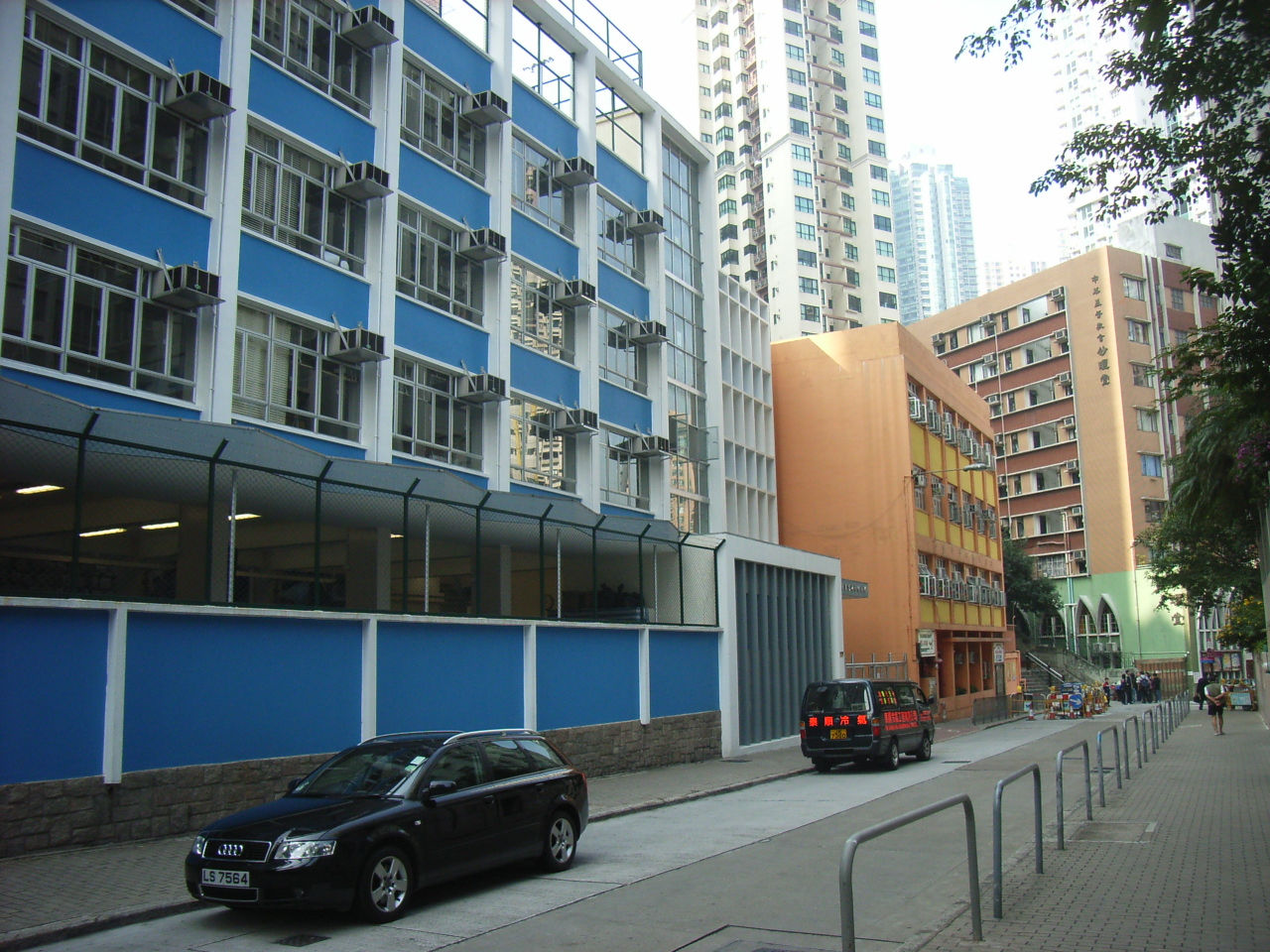
校外的環境，天台是球場，地下是大禮堂。

英皇書院同學會的教育事業，早在1950年代初期展開。太平洋戰爭後，社會百廢待興，尤以學校學額嚴重缺乏，同學會借用英皇書院校舍課室，在夜間開辦免費小學。另外成立了英皇書院同學會學校有限公司，由一群熱心的英皇書院校友，專責發展教育事業。
1960年英皇書院同學會獲政府貸款資助，在中環必列者士街自建現址校舍。奠基禮由時任副教育司富嘉新先生（Mr. G. P. Ferguson）主持。1961年由時任教育司高詩雅先生親臨主持揭幕，英皇書院同學會小學正式成立。
為響應政府推行小學全日制計劃，原來的「英皇書院同學會小學上午校」於2000年遷入上環普慶坊40號。荷蒙英皇書院校友方心讓主持開幕典禮。自此，「英皇書院同學會小學第二校」正式成立。而下午校則仍留原址，名稱不變，成為「英皇書院同學會小學」。

## 校訓
英皇書院同學會小學以「慎思篤行」為校訓，致力培養學生凡事要謹慎思考、明辨事理、信守真理、切實履行，在這個日新月異的世界，仍可以綽有餘裕的邁步前進。同時，學校本著有教無類及因材施教的宗旨，為學生提供優良的學習環境及編訂均衡的課程，讓學生愉快地學習，並有充分機會發展個人潛能。由此，學生可以培育成為「德、智、體、群、美」五育兼備的好學生，並發展成為積極向上、能獨立思考及不斷學習，兼且富責任心的好公民。

## 著名/傑出校友
教育界
- 王玉棠（1962年）：中華基督教會協和小學校長
- 李少鶴（1963年）：前聖公會基顯小學校長
- 陳焯標（1966年）：前英皇書院同學會小學校長
- 歐陽美嬋（1966年）：前大埔循道衛理小學校長
- 劉賀強：前沙田循道衛理中學校長
- 信廣來（1965年）：香港中文大學哲學教授
- 劉國英：香港中文大學哲學教授

醫學界
- 陳世松（1962年）：美國俄勒冈州醫學药理學研究所主席
- 劉少懷：香港大學專業進修學院企業研究院客席副教授、香港醫務行政學院院長職業健康及醫療顅問、前香港醫院管理局代理總監（質素及安全部）及總行政經理（感染及應急事務）

廣播、演藝界
- 施永遠（1967年）：已故香港電台助理廣播處長
- 李蕙敏：香港女歌手
- 方力申：前香港游泳運動員，香港男藝人[3]

其他界別
- 張國柱（1965年）：前香港立法會議員，香港社會工作者總工會會長[4]
- 劉永強：律師
- 鄞綿忠，PMSM（1968年下午校）：前香港輔助警察隊高級警司（行動）[5]
- 麥玲玲（1978年）：香港著名堪輿學家[註 1]

## 外部連結
- 英皇書院同學會小學網址 （页面存档备份，存于）
- 英皇書院同學會小學Facebook專頁

22°17′00″N 114°09′00″E / 22.2834394°N 114.1500432°E